# Baker Hughes
Baker Hughes è un'azienda statunitense, ed è una delle più grandi aziende nel campo dei servizi petroliferi. Opera in oltre 90 nazioni, fornendo servizi su petrolio e gas quali perforazioni petrolifere, valutazioni, consulenza su produzioni e riserve. Baker Hughes ha quartier generale presso l'American General Center di Neartown Houston. Presidente e CEO è l'italiano Lorenzo Simonelli.

## Storia

### Hughes Tool Company

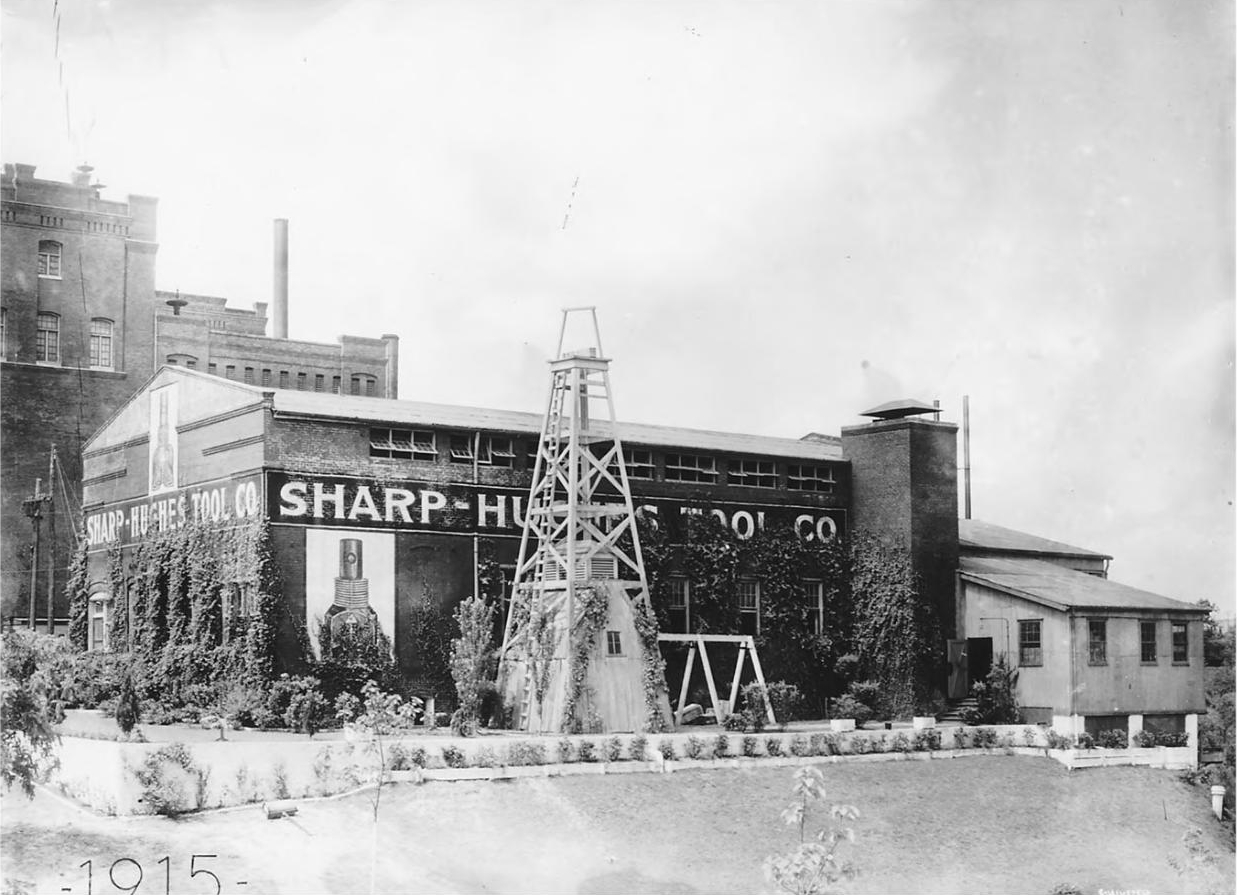
Hughes Tool Company, impianto di Houston nel 1915.

La Hughes Tool Company venne fondata nel 1908 da Walter Benona Sharp e Howard R. Hughes, Sr., padre di Howard Hughes, Jr. Quell'anno svilupparono la prima punta conica a rulli, per le perforazioni in terreni duri. Condussero delle prove, in segreto, a Goose Creek (Texas). Nel 1909, la Sharp & Hughes brevettò il sistema. Nel dicembre 1908, fondarono la Sharp-Hughes Tool Company a Houston, Texas.
Dopo la morte di Walter Sharp nel 1912, Hughes comprò le azioni di Sharp. La società divenne Hughes Tool Company nel 1915, e Hughes, Jr. ereditò nel 1924 alla morte del padre. Fino agli anni'60 la società fu privata in mano alla famiglia Hughes. Mentre Hughes iniziò ad occuparsi del mondo dello spettacolo a Hollywood e nell'industria aerospaziale, i manager a Houston, come Fred Ayers e Maynard Montrose, fecero crescere la società fino a livelli internazionali. Nel 1958, venne ampliato il laboratorio di ricerca e sviluppo.

### Baker Oil Tool Company
Reuben C. Baker ebbe la licenza elementare alla classe terza e seguì il fratello nell'industria petrolifera, Aaron Alphonso Baker. Nel 1895 trovò lavoro in California con 95 cents in tasca. All'inizio fu conducente cavalli per i carri per il trasporto del petrolio.
Nel luglio 1907, a 34 anni lavorò a Coalinga, California e brevettò una guida chiamata casing shoe, per le trivellazioni.
Questa innovazione lanciò la Baker Oil Tools. Nel 1928, Baker Casing Shoe Company cambiò nome in Baker Oil Tools, Inc. Nel 1976, divenne Baker International Corporation.
Nel 1956, Baker si ritirò dalla Baker Oil Tools e morì poco dopo a 85 anni. Brevettò nella sua vita 150 invenzioni.

### Acquisizione da General Electric
Il 31 ottobre 2016 General Electric annuncia una partnership tra il business GE Oil & Gas e Baker Hughes. I dettagli della trasformazione sono stati definiti nel 2017: dall'operazione è nato un gruppo da oltre 30 miliardi di dollari ed è stata creata la prima ed unica azienda "full-stream" del settore Oil & Gas. Il 3 luglio 2017 l'azienda è ufficialmente diventata una GE company.

### General Electric dismette partecipazione in Baker Hughes
A settembre 2019 il gruppo General Electric annuncia di essere scesa al 38,4% del controllo di Baker Hughes (dal 50,06% già ridotto dall'originario 62,5%) destinando il ricavato della vendita delle azioni al rilancio del gruppo.
Baker Hughes, a GE Company (BHGE) torna ad essere semplicemente Baker Hughes.